# Oxbridge
Cet article possède un paronyme, voir Uxbridge.
 (avril 2021).
Si vous disposez d'ouvrages ou d'articles de référence ou si vous connaissez des sites web de qualité traitant du thème abordé ici, merci de compléter l'article en donnant les références utiles à sa vérifiabilité et en les liant à la section « Notes et références ».

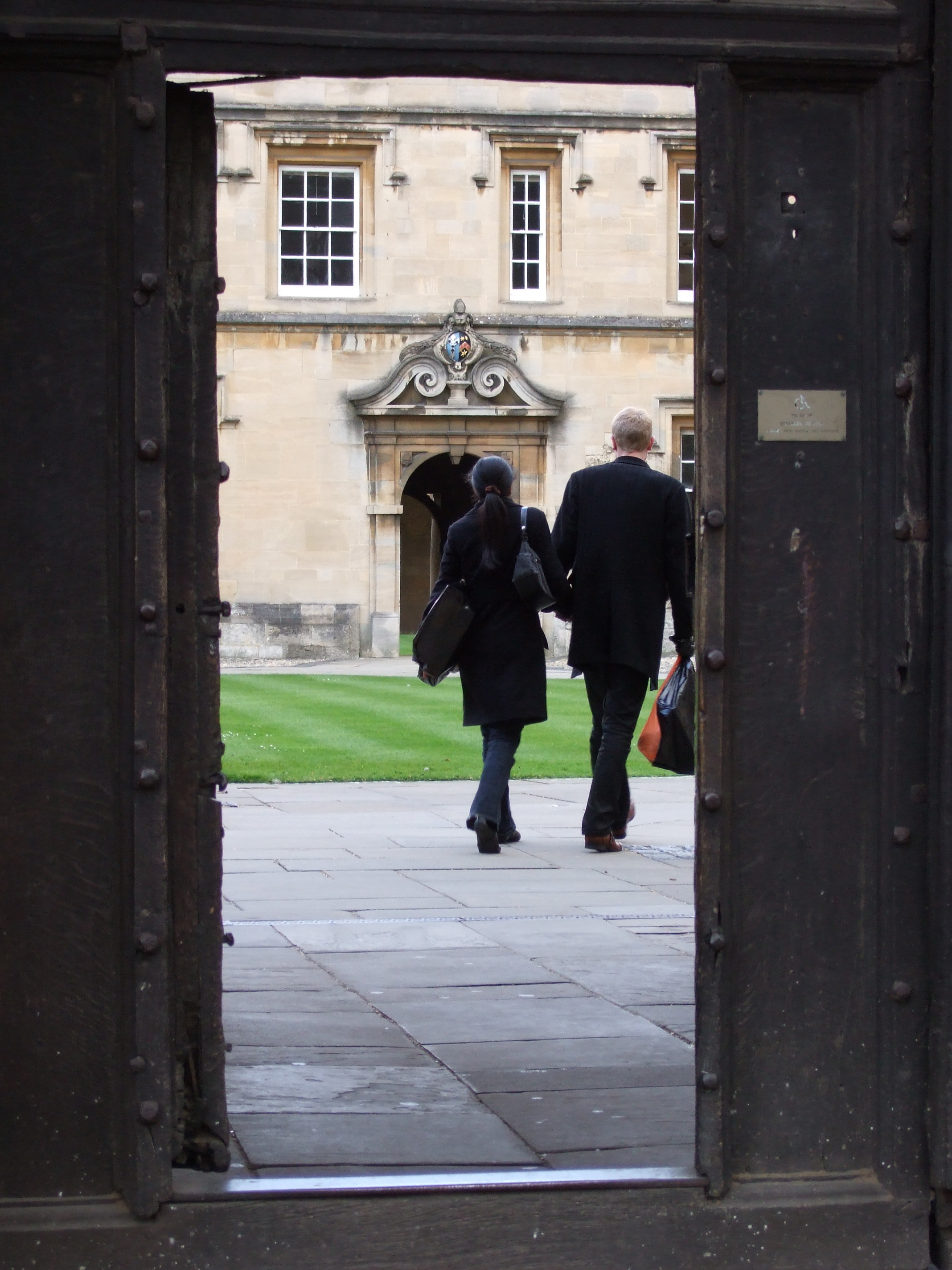
Intérieur d'un collège Oxbridge.

Le terme Oxbridge est un mot-valise qui désigne l’ensemble conceptuel formé par les deux universités d’Oxford et Cambridge, les deux plus anciennes universités du Royaume-Uni et du monde anglophone.

## Description du concept

### Origine
Bien que les universités d’Oxford et Cambridge aient été fondées au Moyen Âge, le terme « Oxbridge » n'est apparu que récemment : dans Pendennis, le roman de William Thackeray publié en 1849, le personnage principal est membre du Boniface College, un collège fictif situé à Oxbridge. C'est la plus ancienne trace connue de ce terme, bien que celui-ci n'ait commencé à être fréquemment utilisé qu'à partir du milieu du XXe siècle.
il est possible que Thackeray ait été influencé en cela par la création d’un club londonien vers 1830 réunissant les élèves et anciens élèves de ces deux universités, baptisé « The Oxford and Cambridge Club (en).
Thackeray inventa aussi le mot-valise inverse de « Camford » mais qui ne s’est pas imposé.

### Signification
C'est un terme-valise.

### Dérivés
Il existe d'autres mots-valises qui dérivent d’Oxbridge en utilisant d'autres noms d'universités britanniques. On trouve par exemple le terme « Doxbridge » faisant référence aux universités de Durham, Oxford et Cambridge, et qui est principalement employé pour désigner le tournoi sportif annuel réunissant les trois universités. Cependant, aucun de ces néologismes ne s'est autant répandu que l'original.
Par ailleurs, la formule « Oxbridge accent » désigne l'accent qui marquerait ceux passés par l’une des deux universités d’Oxford et Cambridge.

### Autres concepts basés sur ce mot
Ce terme ne correspond pas exactement à l'arc Oxford-Cambridge, lequel désigne une zone en forme d'arc allant de Cambridge à Oxford. Cette zone englobe certains pôles de hautes technologies britanniques tels que le Silicon Fen (mot formé par analogie avec la Silicon Valley).